# AN/ALQ-187
Das AN/ALQ-187 (JETDS-Bezeichnung) ist ein luftgestütztes System für Elektronische Gegenmaßnahmen auf kurze Entfernung. Es wird von dem US-Konzern Raytheon produziert. Es wird in General Dynamics F-16 der US Air Force eingesetzt.

## Beschreibung
Das ALQ-187 wurde entworfen, um die F-16 Fighting Falcon vor radarbasierten Lenkflugkörper und Flugabwehrkanonen aller Art zu schützen. Es ist im Flugzeugrumpf untergebracht und besteht ausschließlich aus digitalen Komponenten.

## Technische Daten
- Frequenzbereich: 6,5–18 GHz[1]